# المتنزه الوطني لوس غلاسياريس
المتنزه الوطني لوس غلاسياريس (بالإسبانية: Parque nacional Los Glaciares، وتعني: المتنزه الوطني للأنهار الجليدية) هو متنزه وطني يقع في محافظة سانتا كروز في الأرجنتين. ويغطي مساحة قدرها 726,927 هكتار (2,806.68 ميل مربع؛ 7,269.27 كم²)، مما يجعله أكبر متنزه وطني في البلاد. أنشئ المتنزه في 11 مايو 1937، ويضم عينة تمثيلية من التنوع البيولوجي لسهوب باتاغونيا. في عام 1981 أعلنت اليونسكو ضمه إلى مواقع التراث العالمي.
اسم المتنزه يشير إلى الغطاء الجليدي العملاق في جبال الأنديز، والذي يغذي 47 نهرًا من الأنهار الجليدية الكبيرة التي يتدفق منها نحو 13 نهرًا من المحيط الأطلسي. هذا الغطاء الجليدي هو الأكبر خارج القارة القطبية الجنوبية وغرينلاند. في أجزاء أخرى من العالم، تبدأ الأنهار الجليدية على ارتفاع لا يقل عن 2,500 متر (8,200 قدم) فوق مستوى سطح البحر، ولكن نظرًا لحجم الغطاء الجليدي، تبدأ هذه الأنهار الجليدية عند 1,500 مترًا فقط (4,900 قدم)، وتنزلق إلى 200 مترًا (660 قدم). حدود لوس غلاسياريس تصل إلى متنزه توريس دل باينه الوطني الواقع جنوب الأراضي التشيلية.

## معرض صور

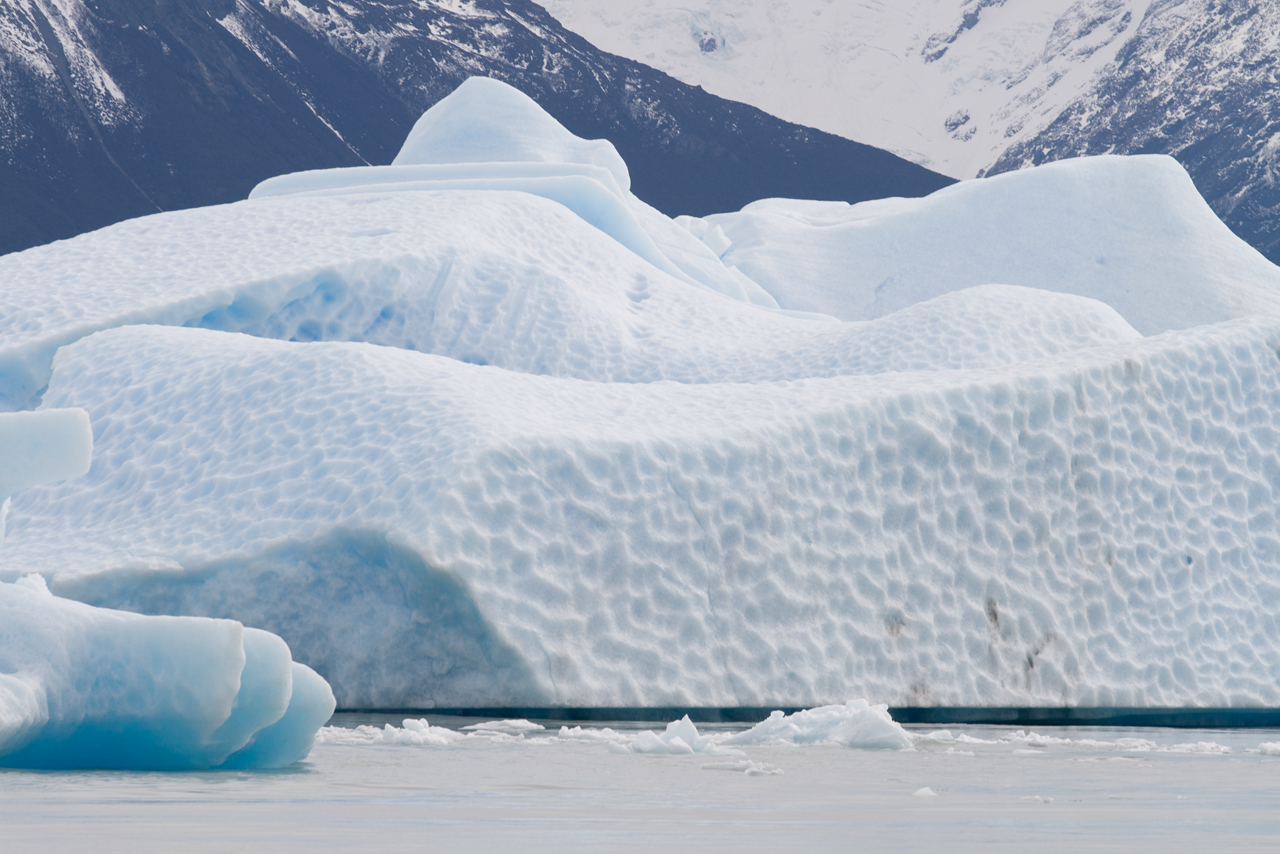
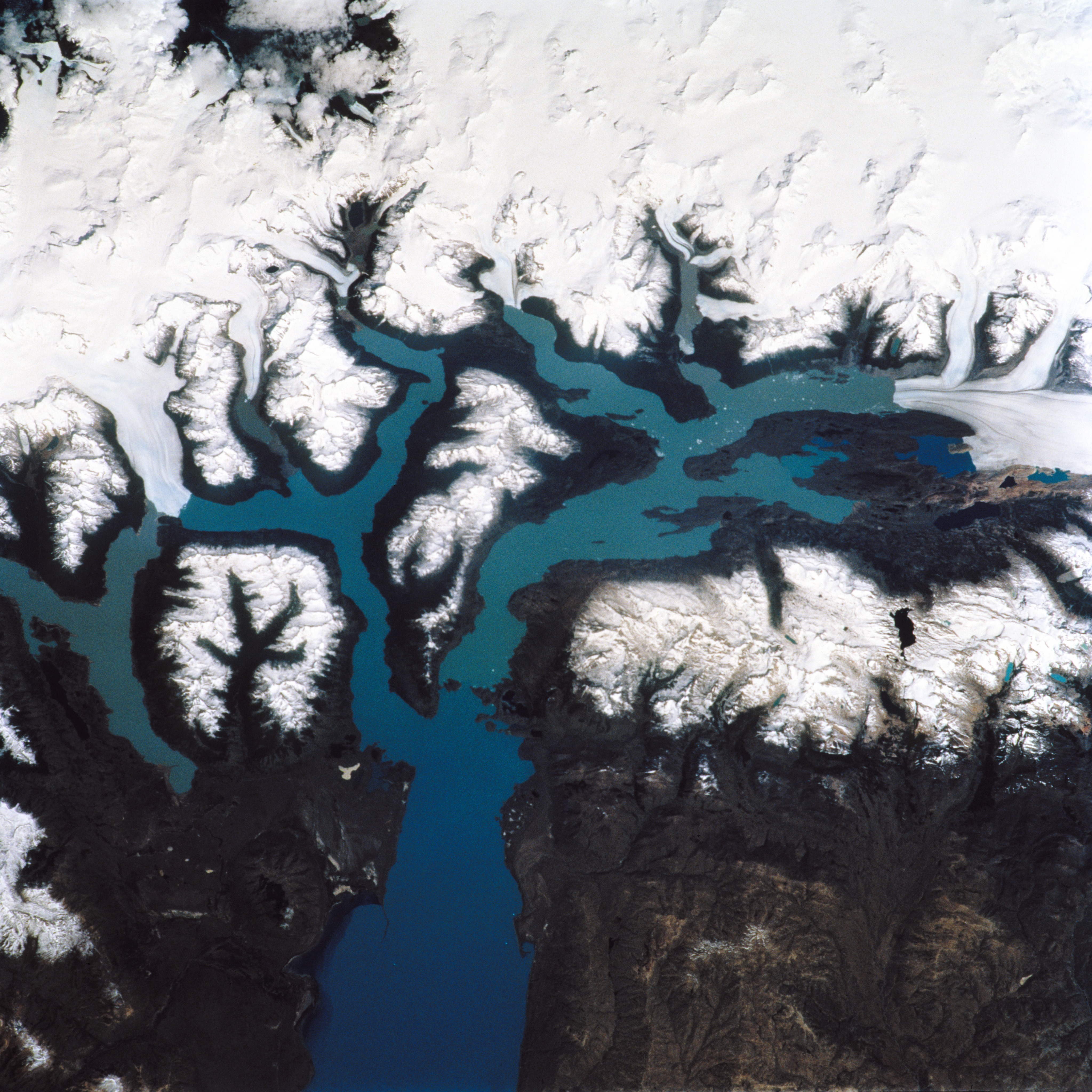
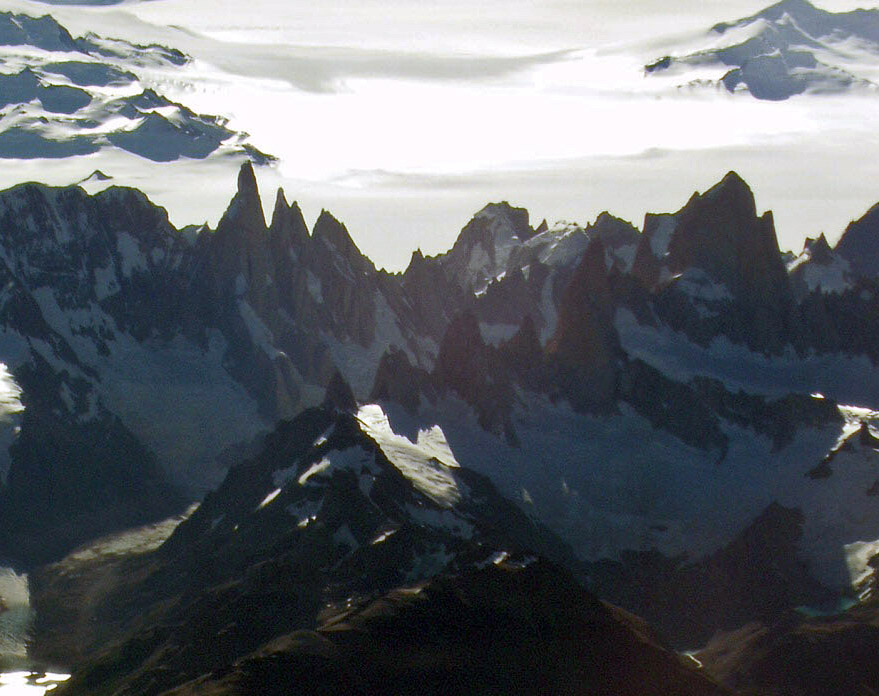
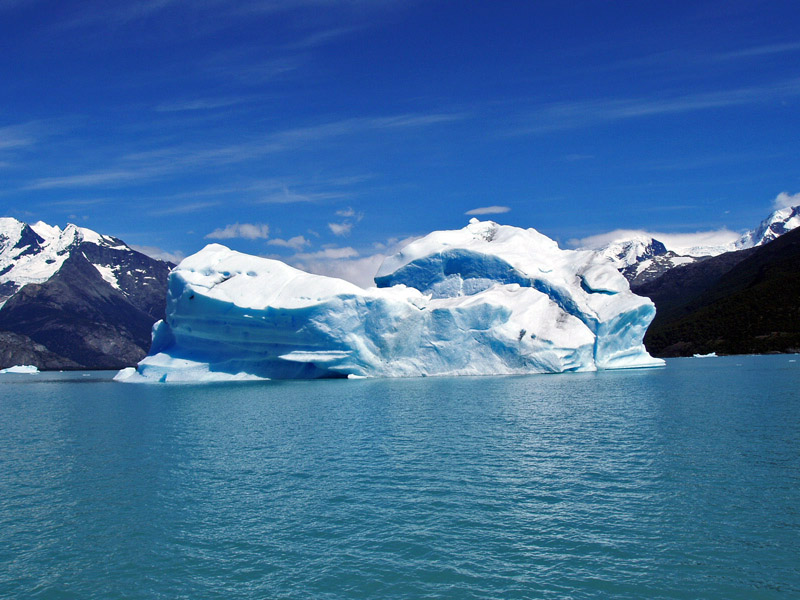